# Rhynchina tripunctigera
Rhynchina tripunctigera är en fjärilsart som beskrevs av Emilio Berio 1976/77. Rhynchina tripunctigera ingår i släktet Rhynchina och familjen nattflyn. Inga underarter finns listade.